# Fritz Rasp
Fritz Rasp   (Bayreuth, 13 de maig de 1891 - Gräfelfing, 30 de novembre de 1976) va ser un actor alemany, conegut sobretot pels seus nombrosos papers de personatges malvats. La seva obra com a actor va cobrir un ampli camp, que va des de l'actuació teatral amb Max Reinhardt fins a pel·lícules com Metropolis i Emil und die Detektive.

## Biografia
Fritz Rasp era el tretzè fill d'un geodèsic. Entre 1908 i 1909 va aprendre a actuar a l'Escola de Teatre Otto Königin de Munic. També va superar un impediment vocal amb l'ajuda de l'actor Alois Wohlmuth. El 1909 va debutar a l'escenari a la Schauspielhaus de Munic, interpretant Amandus a l'obra Jugend de Max Halbes (l'adaptació fílmica del qual, on també hi actuà, el feu també reconegut al món del cinema el 1922).Això va ser seguit per actuacions als teatres de Świnoujście, Tilsit, Detmold i Bromberg. Durant la seva estada a Detmold també va entaular amistat de Rasp amb l'actor Werner Krauß.
Entre maig de 1914 i 1924, Rasp va treballar amb Max Reinhardt a la companyia del Deutsches Theater de Berlín, al Metropoltheater i a la Kleines Schauspielhaus. Posteriorment també va treballar per varis teatres de manera independent. També va treballar amb el dramaturg Bertold Brecht.
Rasp va començar a actuar en pel·lícules el 1915, treballant aviat amb directors de renom com Ernst Lubitsch i Paul Wegener. També va aparèixer a la pel·lícula muda de Fritz Lang Metropolis, interpretant «l'home prim». Va protagonitzar al costat de Louise Brooks el drama social Tagebuch einer Velorenen (1929). L'escriptor rus Ilià Ehrenburg va escriure retrospectivament sobre l'actuació de Rasp a Die Liebe der Jeanne Ney: “D'entre els actors, m'agradava Fritz Rasp. Semblava un canalla. Quan va mossegar el braç de la prostituta i va posar un dòlar a la ferida en lloc d'una tirita, vaig oblidar que estava mirant un actor. […] Feia de dolent, però tenia un tarannà suau, gairebé sentimental. Li deia Jeanne".
Com a actor de cinema Rasp va guanyar renom pels seus papers de malvat a les pel·lícules alemanyes com ara la seva interpretació del lladre Grundeis a Emil und die Detektive (la primera adaptació cinematogràfica del llibre infantil d'Erich Kästner el 1931). Tot i que el 1930 se li va oferir d'anar a treballar a Hollywood, Rasp va rebutjar-ho perquè creia no tenir un anglès prou bo per a les pel·lícules americanes.
Entre 1933 i 1945, Rasp va mudarse a Àustria, fingir estar malalt i deliberadament actuar malament en assajos per tal d'evitar treballar en pel·lícules de propaganda nazi. Després de la Segona Guerra Mundial va deixar el cinema de banda per dedicar-se al teatre i la televisió, apareixent en nombroses pel·lícules fetes per televisió a partir de 1955. Tot i així Rasp va fer retorns ocasionals al món del cinema, com a Magic Fire (1956) de William Dieterle o Lina Braake (1975) de Bernhard Sinkel. En reconeixement de la seva obra fou premiat amb el Llaç d'Or del Cinema.
El 1972, Rasp va explicar la seva vida al documental Fritz Rasp erzählt, de Hans-Michael Bock i Rudolf Körösi.
Fritz Rasp va morir de càncer l'any 1976 als 85 anys havent treballat com a actor fins poc abans de la seva mort. La seva tomba es troba al cementiri de Gräfelfing. Dels seus fills Andreas Rasp (1921-2013), va ser professor d'institut i poeta, mentre que Renate Rasp (1935-2015) va ser una novel·lista.